# Dzierzbik czerwonogardły

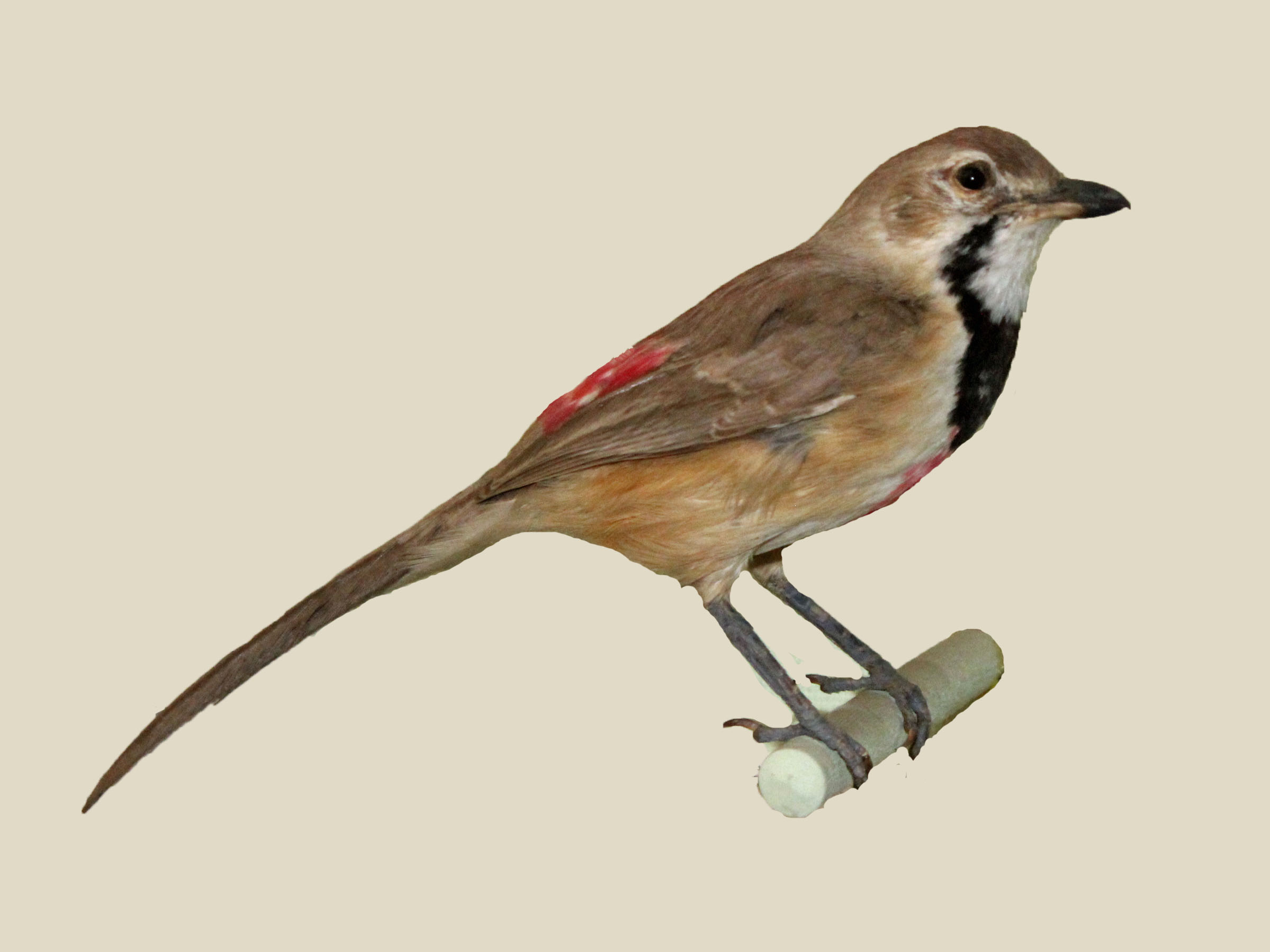
Samica, okaz z muzeum w Nairobi

Dzierzbik czerwonogardły, czagra czerwonogardła (Rhodophoneus cruentus) – gatunek średniej wielkości ptaka z rodziny dzierzbików (Malaconotidae). Zasiedla wschodnią Afrykę od Egiptu po Tanzanię. Niezagrożony wyginięciem.

## Taksonomia
Dzierzbika czerwonogardłego po raz pierwszy opisali Friedrich Wilhelm Hemprich i Christian Gottfried Ehrenberg w roku 1828 pod nazwą Lanius cruentus. Holotyp pochodził z okolic Massaui (Erytrea). Obecnie przez IOC gatunek umieszczany jest w rodzaju Telophorus, lecz w niektórych klasyfikacjach wydzielany jest do osobnego, monotypowego rodzaju Rhodophoneus. Rodzaj ten został wydzielony jako podrodzaj Dryoscopus w roku 1871. Prawdopodobnie najbliżej spokrewnionym gatunkiem jest dzierzbik żółtogardły (T. zeylonus). Nazwa rodzajowa pochodzi z greki i oznacza „różany morderca” (ῥοδον rhodon – „róża” oraz φονευς phoneus – „morderca” (tj. dzierzba)), zaś nazwa gatunkowa cruentus oznacza z łaciny „krwawy” (cruor – krew).

## Podgatunki i zasięg występowania
Wyróżnia się następujące podgatunki:
- R. c. kordofanicus (Sclater, WL & Mackworth-Praed, 1918) – zachodnio-centralny Sudan
- R. c. cruentus (Hemprich & Ehrenberg, 1828) – dzierzbik czerwonogardły[4] – północno-wschodni Sudan, Erytrea i północna Etiopia
- R. c. hilgerti (Neumann, 1903) – Etiopia i Somalia do północnej i wschodniej Kenii
- R. c. cathemagmenus (Reichenow, 1887) – dzierzbik masajski[4] – południowa Kenia i północno-wschodnia Tanzania

Spotykany także w Egipcie nieopodal granicy spornej z Sudanem. Zasiedla obszary trawiaste i zakrzewienia do 1800 m n.p.m.

## Morfologia
Całkowita długość ciała wynosi około 22,2 cm, z czego 2,2–2,5 cm przypada na dziób, zaś 10–11,6 cm na ogon. Skrzydła mierzą 8,7–9,1 cm, zaś skok 2,9–3 cm. Samica mniejsza (skrzydła 8,8 cm, sterówki 10 cm). U samca wierzch ciała i dwie środkowe sterówki jasnobrązowe, z różowawym odcieniem z wierzchu głowy. Druga para sterówek czysto czarnobrązowa, zaś pozostałe czarne z szerokimi białymi pasami na końcu. Z boku czoła, na kantarku, dolnej połowie pokryw usznych i policzkach pióra białe. Lotki od spodu szarawe, z białawymi obrzeżeniami. Pokrywy podskrzydłowe bliższe zgięciu skrzydła niemal białe, zaś w kierunku tułowia przybierają barwę żółtawą (izabelowatą), która pokrywa boki ciała i pokrywy podogonowe. Broda, przód szyi i pierś białe, z dużą plamą barwy różanej sięgającą w dół piersi. Tęczówka szara, dziób szarawy, zaś nogi i stopy o zielonkawej barwie rogu. U samicy u góry piersi zamiast różowej plamy znajduje się czarna plama, lecz niżej obecna jest barwa różana podobnie jak u samca.

## Zachowanie
William Thomas Blanford o osobnikach z Zatoki Zula (znanej jako Annesley Bay; Erytrea) pisał, iż w grudniu i styczniu obserwował małe rodziny tych ptaków drepczące po ziemi lub przelatujące z krzewu na krzew jak przedstawiciele Cettia i Bradypterus, zaś w maju i czerwcu przebywające już w parach. W Kordofanie zebrano dwa jaja tego gatunku, miały wymiary około 2,6×1,8 cm.

## Status i zagrożenia
Przez IUCN dzierzbik czewonogardły klasyfikowany jest jako gatunek najmniejszej troski (LC, Least Concern) nieprzerwanie od 1988 roku. Populacja stabilna, co w połączeniu z dużym zasięgiem występowania liczącym 1 850 000 km² nie daje obaw co do przetrwania gatunku. Zasiedla 37 obszarów uznanych za Important Bird Area, w tym chronione, jak np. Park Narodowy Tarangire, Park Narodowy Jeziora Manyara, Park Narodowy Tsavo, Park Narodowy Meru, Park Narodowy Amboseli, Park Narodowy Omo, Park Narodowy Auasz i Rezerwat Shaba.